# Kay Waechter
Kay Waechter (* 26. November 1954 in Stade) ist ein deutscher Rechtswissenschaftler und Hochschullehrer.

## Leben
Wächter besuchte das Gymnasium Johanneum in Lüneburg, an dem er 1973 das Abitur ablegte. Nach dem Studium (1975–1980) der Rechtswissenschaft und der Philosophie in Freiburg im Breisgau erwarb er das 1. juristische Staatsexamen. Nach dem Referendariat (1981–1983) am Kammergericht Berlin erwarb er das 2. juristische Staatsexamen. Seine Promotion zum Dr. jur. erfolgte 1988 mit der Dissertation Polizeigebühren und Staatszwecke an der Freien Universität Berlin. Nach der Habilitation 1993, ebenfalls an der FU mit der Arbeit Geminderte demokratische Legitimation staatlicher Institutionen im parlamentarischen Regierungssystem, wurde er 1994 Lehrstuhlinhaber für Öffentliches Recht und Rechtsphilosophie an der Universität Hannover.
Seine Forschungsbereiche sind Gefahrenabwehrrecht, Kommunalrecht, Baurecht, Infrastrukturrecht und Rechtsphilosophie. Im August 2003 wurde er zum Richter am Niedersächsischen Oberverwaltungsgericht im zweiten Hauptamt ernannt.

## Schriften (Auswahl)
- Polizeigebühren und Staatszwecke. Die Kostenpflichtigkeit vollzugspolizeilicher Zwangsmaßnahmen gegenüber dem Bürger im status constituens und ihr Verhältnis zu den Staatszwecken des Grundgesetzes. Frankfurt am Main 1988, ISBN 3-631-40412-3.
- Polizei- und Ordnungsrecht. Baden-Baden 2000, ISBN 3-7890-6351-7.
- Verwaltungsrecht im Gewährleistungsstaat. Tübingen 2008, ISBN 978-3-16-149698-1.
- Sicherheit und Freiheit in der Rechtsphilosophie. Tübingen 2016, ISBN 3-16-154529-X.